# Phlepsopsius africanus
Phlepsopsius africanus är en insektsart som beskrevs av Abdul-nour 2007. Phlepsopsius africanus ingår i släktet Phlepsopsius och familjen dvärgstritar. Inga underarter finns listade i Catalogue of Life.